# Circonférence articulaire de la tête de l'ulna
La circonférence articulaire de la tête de l'ulna est la surface articulaire convexe située sur la face latérale de la tête de l'ulna.
C'est une surface articulaire de l'articulation radio-ulnaire distale qui s'articule avec l'incisure ulnaire du radius.